# Henry C. Payne
Pour les articles homonymes, voir Payne.
Henry Clay Payne, né le 23 novembre 1843 à Ashfield (Massachusetts) et mort le 4 octobre 1904 à Washington (district de Columbia), est un homme politique américain. Membre du Parti républicain, il est président du Comité national républicain en 1904 puis Postmaster General des États-Unis entre 1902 et 1904 dans l'administration du président Theodore Roosevelt.

## Biographie
Henry C. Payne passe sa jeunesse dans le Massachusetts et tente de s'enrôler pour l'armée de l'Union mais en raison de sa mauvaise santé, il’est pas retenu. En 1859, il sort diplômé de l'Académie de Shelburne Falls. En 1863, il déménage à Milwaukee, dans le Wisconsin, où il trouve du travail en tant que marchand de marchandises sèches.
En 1872, il commence sa carrière politique au Club des jeunes hommes républicains du comté de Milwaukee. Il gravit les échelons pour devenir secrétaire puis président de l'organisation. En 1876, il est nommé maître de poste de Milwaukee, une fonction qu'il occupe pendant dix ans. Il transfère ses compétences organisationnelles à son prochain poste de président de la Wisconsin Telephone Company en 1885, et sert successivement comme directeur de la First National Bank de Milwaukee et président de la Milwaukee and Northern Railroad, de la Milwaukee Electric Railway and Light Company et de Milwaukee et la Cream City Traction Company. Dans le cadre de ses fonctions de président de Milwaukee Electric Railway and Light, Henry Payne institue des concerts gratuits dans de nombreux parcs de Milwaukee, dont le Lake Park. En 1893, il est élu président de l'American Street Railway Association en reconnaissance de son service aux chemins de fer de rue de Milwaukee, et plus tard, en août 1893, il est nommé récepteur du Northern Pacific Railway en faillite.
Il meurt le 4 octobre 1904.

## Source
- (en) Cet article est partiellement ou en totalité issu de l’article de Wikipédia en anglais intitulé « Henry Clay Payne » (voir la liste des auteurs).